# Vera Zasúlich
Vera Ivánovna Zasúlich (en ruso: Ве́ра Ива́новна Засу́лич; 27 de juliojul./ 8 de agosto de 1849greg.-8 de mayo de 1919) fue una escritora y revolucionaria marxista rusa, miembro fundador del Grupo para la Emancipación del Trabajo.

## Comienzos
Nació en una familia de la baja nobleza rural, el 27 de juliojul./ 8 de agosto de 1849greg. en el distrito de Gzhatsk, en la provincia de Smolensk. Era el cuarto vástago del matrimonio formado por Feoktista Mijáilovna e Iván Petróvich Zasúlich. Su madre había recibido una pequeña hacienda que no supo gestionar y su padre era capitán del ejército de ascendencia noble, pero de escasos recursos; ambos se casaron en 1842. Su padre se hizo alcohólico y pasó largos periodos alejado de la familia hasta su muerte, cuando Zasúlich tenía tres años de edad. Tras la muerte del padre, la madre envió a tres de sus hijas, incluida Vera, a vivir con familiares; Vera pasó a residir a escasos kilómetros de la casa familiar, en una finca de unos tíos donde pasó la mayor parte de su infancia y adolescencia. No fue un periodo feliz, como la propia Zasúlich reflejó en sus memorias. A pesar de su intenso desagrado por la institutriz de la familia de sus tíos, que también la educó a ella, esta le inculcó un interés por la literatura, el mundo de las ideas y las culturas extranjeras que mantuvo toda su vida. También aprendió alemán y francés, que le fueron de gran utilidad durante su posterior exilio.
Durante su adolescencia adoptó una manera peculiar de vestir, indiferente a las apariencias, que se asociaba a los nihilistas y que mantuvo durante toda su vida. Su aspecto daba la impresión a sus allegados de convertirla en la personificación de la lucha revolucionaria. Durante su infancia desarrolló además una timidez, reserva y dificultad para el trato superficial que conservó toda su vida. Sus silencios a menudo se interpretaron más adelante durante su carrera revolucionaria como falta de opinión sobre los asuntos tratados.
En 1866 su madre había logrado reunir el dinero suficiente para enviarla junto con una de sus hermanas a Moscú a recibir la educación necesaria para presentarse a los exámenes oficiales para institutrices, oficio que Zasúlich para entonces ya detestaba. En Moscú, además de la superficial formación oficial, comenzó a leer a autores revolucionarios y de otras ideologías. Las dos hermanas entraron en contacto con los círculos revolucionarios moscovitas a través de su hermana mayor Ekaterina.
En 1867 se graduó y aprobó el examen para convertirse en maestra privada. En el otoño del año siguiente, se trasladó a la capital con su madre, colocándose como ayudante de un juez de paz mientras continuaba su formación de profesora. En la escuela de maestros conoció a Serguéi Necháyev, revolucionario, que la presentó a algunos de sus correligionarios políticos.

## Primeras actividades subversivas, arrestos y deportaciones

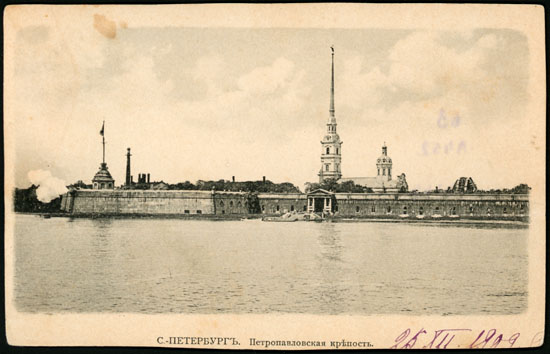
La Fortaleza de San Pedro y San Pablo en San Petersburgo donde Zasúlich pasó uno de sus dos años de prisión sin cargos en 1870. Su encarcelamiento aceleró su conversión en revolucionaria.

Necháyev partió al exilio y utilizó a Zasúlich como intermediaria en su correspondencia con otros revolucionarios; fue arrestada en Moscú junto con su madre y una de sus hermanas el 30 de abriljul./ 12 de mayo de 1869greg. devuelta a la capital y encarcelada sin juicio hasta mayo de 1870. Pasó dos años en prisión sin ser acusada formalmente. El periodo de prisión convirtió a Zasúlich de la simpatía por los revolucionarios, vistos por ella como altruistas dedicados a mejorar la instrucción y acabar con la pobreza de la población, a la involucración en el movimiento. Para Zasúlich, su periodo en prisión le llevó a convencerse de la necesidad de acabar con la opresión y a identificar su vida en ella con la situación general de Rusia, que consideraba como una enorme prisión.
A comienzos de 1870, fue trasladada a la Fortaleza de San Pedro y San Pablo donde pasó otro año; fue finalmente acusada en el juicio a Necháyev, en marzo de 1871. Absuelta, fue liberada inmediatamente. Pocos días después, fue detenida nuevamente y desterrada a la provincia de Tver. Deportada con dos kopeks y el vestido que llevaba, sin familia ni conocidos en la ciudad, tuvo que vivir varios meses de la caridad. En junio de 1871 y gracias a la intercesión de su madre, se le permitió mudarse a la capital provincial, donde residía una de sus hermanas y su cuñado. En el verano de 1872 fue de nuevo arrestada acusada de distribuir literatura prohibida a algunos estudiantes y exiliada a la provincia de Kostromá. En diciembre de 1873, fue trasladada a Járkov, donde quedó bajo vigilancia policial, lo que le impidió encontrar trabajo como matrona y volvió a sufrir penurias. A finales de 1875, se le permitió regresar a Penza y más tarde a la capital. Durante su estancia de catorce meses en el sur de Rusia en esta década, se dedicó a extender la conciencia revolucionaria entre el campesinado. Durante este periodo fue cuando Zasúlich comenzó se relación con Lev Deich que duró hasta su captura y envío a Siberia en 1884. También en 1876, aprobó aunque no participó en el brutal intento de asesinato de uno de sus compañeros revolucionarios, del que se sospechaba que era un informador de la policía, aunque no se tenían pruebas.

## El atentado contra Trépov y sus consecuencias

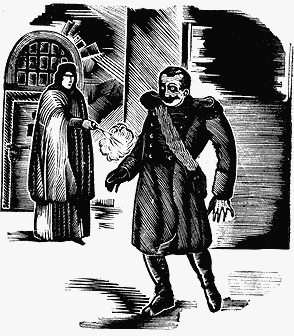
Representación del atentado de Zasúlich contra el general Trépov.

Tras la delación del grupo a la policía por el compañero torturado, que perdió la vista y quedó con la cara deformada por el ataque de sus correligionarios, el grupo se dispersó y Zasúlich se trasladó a San Petersburgo en diciembre de 1876 tras pasar por Járkov. En la capital se unió a la recién creada Zemliá i Volia, para la que trabajó como tipógrafa. Durante una de sus periódicas visitas a su hermana y su cuñado en Penza, se enteró en julio de 1877 del azotamiento de Alekséi Bogoliúbov (pseudónimo de Arjip Yemeliánov) en los calabozos de San Petersburgo. Su reacción a la noticia la llevaría a la fama internacional. Bogoliúbov era un estudiante que había sido detenido en diciembre de 1876 por hallarse cerca de una manifestación frente a la catedral de Kazán en San Petersburgo, juzgado en enero de 1877, y condenado a quince años de trabajos forzados. Tras haber apelado la sentencia, se hallaba en los calabozos de San Petersburgo cuando fue azotado en julio. El incidente se debió a que el general Trépov, adicto a la disciplina y Gobernador de la capital en aquel momento, entendió que la actitud de Bogoliúbov había sido impertinente y ordenó su azotamiento como ejemplo y escarmiento. Fue más tarde trasladado a otra prisión donde perdió la razón y acabó muriendo. El castigo había sido ilegal según las leyes rusas.
El 24 de enerojul./ 5 de febrero de 1878greg. atentó contra el general Trépov, gobernador de San Petersburgo, al que acusó de haber maltratado a un preso político, fue arrestada y juzgada por el disparo contra el militar. Se había presentado ante el gobernador fingiendo necesitar un certificado de buena conducta y logró herirle en la pelvis con el segundo disparo.
Su juicio se celebró en un juzgado civil a finales de marzo, tratando el ministro de Justicia, recientemente criticado por un juicio político, de evitar las connotaciones políticas del atentado de Zasúlich y de lograr su condena, presionando al juez encargado del caso. Juzgada por un jurado (algo ilegal para su delito), fue absuelta50 tras la enardecida defensa de su abogado, que presentó su caso como un intento de justicia contra la arbitrariedad de la administración. Habían asistido importantes personalidades, como diversos ministros o el escritor Fiódor Dostoyevski, que utilizó el juicio como inspiración para ciertos pasajes de Los hermanos Karamázov. Su juicio supuso una derrota para el Gobierno, que quedó desacreditado por la represión política.
Su absolución, sin embargo, hizo que el Gobierno aprobase poco después una disposición por la que los ataques a funcionarios públicos quedaban excluidos de los juicios con jurado. Los casos más graves pasaron a depender de consejos de guerra. Su atentado no sólo conllevó cambios en la forma de juzgar los casos de subversión y una humillación para el Gobierno, sino que supuso el comienzo de la campaña de terrorismo contra la administración autocrática zarista, fundándose en 1879 el principal partido terrorista ruso, Naródnaya Volia («Voluntad Popular»).
Al día siguiente de su absolución la policía acudió a detenerla nuevamente, pero había partido al exilio, después de varias semanas en la clandestinidad en las que cambió constantemente de residencia. A finales de mayo, abandonó Rusia para instalarse en Suiza acompañada de un veterano revolucionario. Cinco días más tarde y gracias a la ayuda de ciertos miembros de Zemliá i Volia, alcanzó Suiza. Modesta y tímida, comenzó por entonces su costumbre de pasar temporadas en soledad en el campo que mantuvo el resto de su vida. Opuesta cada vez más al terrorismo, regresó a Rusia clandestinamente a finales del verano de 1879 y poco después Zemliá y Volia se disolvió por las disensiones internas relativas al mismo.
Durante estos primeros tiempos, Zasúlich pertenecía al grupo de la Repartición Negra, uno de los grupos políticos surgidos de Zemliá i Volia, minoritario frente a Naródnaya Volia, pero que contaba con destacados revolucionarios que más tarde se convertirían en socialdemócratas (Plejánov, Axelrod...). Este grupo se oponía a sus antiguos compañeros que habían optado por centrarse en el terrorismo como método para acabar con la autocracia del zar y seguían defendiendo como alternativa la agitación del campesinado. Su exilio junto con el de destacados miembros del grupo debilitó aún más la organización en el país. No regresó a Rusia hasta la amnistía de 1905, aunque realizó dos viajes clandestinos, uno en 1879 y otro en 1899 al país.

## Exilio y el Grupo para la Emancipación del Trabajo

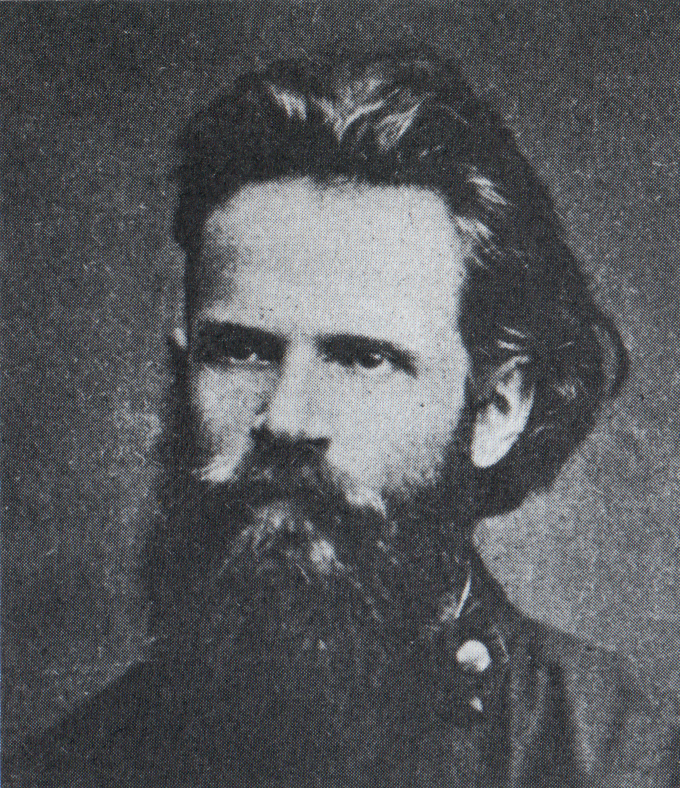
Lev Deich (o Deustch), pareja de Zasúlich, fue detenido en Alemania y deportado a Rusia en 1884 cuando realizaba una misión para el Grupo para la Emancipación del Trabajo.

Se estableció en Suiza. A comienzos de la década de 1880, como otros exiliados, abandonó su anterior populismo para convertirse al marxismo. Antes participó en los infructuosos intentos de reconstituir Zemliá i Volia. En septiembre de 1883, participó en la formación del Grupo para la Emancipación del Trabajo, una agrupación marxista dedicada a la redacción y traducción de obras socialistas. Hasta 1890 sostuvo la importancia de la comuna rusa en la futura revolución, actitud que Engels ensalzó pero que rechazaron sus colegas del Grupo. A partir de entonces, adoptó la opinión común a Plejánov y Axelrod de una revolución basada en el proletariado urbano tras un periodo de desarrollo capitalista, una vez que aquel desarrollase su conciencia de clase. Esta convicción de la necesidad de que la revolución la realizase el propio proletariado le llevó más tarde a oponerse a la Revolución de Octubre por considerarla prematura.
A diferencia de Plejánov, conservó buenas relaciones con otros revolucionarios que no se convirtieron al marxismo, lo que llevó a que se la eligiese en ocasiones como representante en actividades ceremoniales de todo el movimiento revolucionario ruso.
Muy reservada y lenta en la redacción de sus obras, a veces fue subestimada por sus colaboradores en su capacidad de análisis. Menos dotada que Plejánov para el análisis teórico, que Axelrod en la organización de los socialistas rusos o que Lenin en el debate, aportó su gran sensibilidad hacia temas morales al socialismo ruso. La combinación del talento de los tres, sin embargo, dio una importancia al Grupo desproporcionada respecto al número de sus componentes. El arresto en febrero de 1884 de Lev Deich, su pareja, deprimió a Zasúlich que, frecuentemente enferma y de por sí lenta escritora, dejó en manos de Plejánov y Axelrod la mayor parte de la producción literaria del Grupo. Ya en su periodo ruso y más tarde en el exilio, Zasúlich quedó influenciada y sometida al criterio de Plejánov, considerado el padre del marxismo ruso y brillante teórico, aunque irascible y arrogante. Zasúlich adoraba a Plejánov, pero era consciente de sus defectos.
En 1881 escribió a Marx para solicitar su opinión sobre la corrección de la suposición de los populistas rusos de que la comuna rusa sería la base del futuro socialismo, que aquel respondió con ambigüedad. Casi al mismo tiempo, el asesinato del zar Alejandro II por los terroristas de Naródnaya Volia le hizo sopesar la posibilidad de regresar a Rusia, a pesar de su convencimiento de la inutilidad del acto. La represión del Gobierno, que detuvo a los implicados en el regicidio, hizo que desechase la idea y se resignase a permanecer en el exilio.
Como el resto del Grupo, vivió con gran estrechez en el exilio y tuvo que aceptar trabajos sin relación con la tarea revolucionaria para poder sobrevivir; en la segunda mitad de la década de 1880, comenzó a aceptar donativos –en forma de préstamos que no podía devolver– del también revolucionario Serguéi Kravshinski. Con mala salud desde el periodo carcelario, en el exilio empeoró; en 1889 contrajo tuberculosis mientras cuidaba de Plejánov, aquejado también de la enfermedad. Mal tratada, la enfermedad nunca quedó erradicada. Vivía a las afueras de Ginebra, lejos de los cafés donde se congregaban los exiliados rusos con sus disputas y apenas abandonaba su alojamiento para visitar a los Plejánov o para ver a algún visitante interesado en conocer en persona a la atacante de Trépov.
En 1889 siguió a Plejánov a su exilio en Francia tras ser expulsado de Suiza y pasó en aquel país los cinco años siguientes. En 1894 los dos fueron expulsados de Francia y pasaron a Gran Bretaña. Zasúlich permaneció en Gran Bretaña hasta la primavera de 1897, encantada con las instalaciones del Museo Británico, a pesar de haber regresado Plejánov ya antes a Suiza.
Ante la hambruna de 1891, trató de formar una organización de ayuda a los campesinos que agrupase a las diversas corrientes revolucionarias, con escaso éxito. A pesar de sus duras críticas a los populistas en 1890, en 1892 se mostró nuevamente dispuesta a colaborar con ellos para tratar de aliviar las privaciones de los campesinos.
Residente en Gran Bretaña desde 1894, pudo observar la evolución de una sociedad capitalista desarrollada y los acontecimientos que llevaron a Eduard Bernstein a poner en duda la teoría marxista a finales de la década de 1890 y fundar la corriente revisionista.

## Ideología
Su concepción del ideal socialista consistía en esencia en considerarlo el modelo que podría producir el mayor bien al mayor número de personas, una especie de altruismo. Sobre la naturaleza del futuro partido socialdemócrata y a diferencia de Plejánov y Axelrod que lo consideraban una expresión del proletariado urbano y un medio para aumentar su conciencia de clase, o de Lenin, que lo concebía como una asociación de revolucionarios profesionales entregados a lo que consideraban los intereses de la clase obrera, Zasúlich lo consideraba como una asociación de individuos que quedaban moralmente purificados por su pertenencia a la organización. La mejora moral de los individuos reunidos en el movimiento servía, en su opinión, como prueba fehaciente de la superioridad del socialismo. El sacrificio y dedicación de los socialistas debían servir como modelo de las cualidades que se extenderían una vez alcanzado el ideal. El partido se convertía en una sociedad perfeccionada en miniatura.
Escribió sobre Voltaire, una biografía de Rousseau (1896) y una historia de la Primera Internacional.
Durante su estancia en Gran Bretaña, trató de recabar el apoyo de los laboristas para aprobar resoluciones en apoyo a los huelguistas rusos de San Petersburgo en 1896. Participó junto con otros miembros del Grupo y figuras socialdemócratas rusas en el cuarto congreso de la Internacional Socialista.
En 1900 realizó una visita clandestina a Rusia para tratar con Lenin, Mártov y Potrésov.

## El cisma socialdemócrata
Fue miembro editor de Iskra («La Chispa») y Zaryá («Amanecer»). Su influencia en la primera fue, sin embargo, escasa. Tras la división del Partido Obrero Socialdemócrata de Rusia en dos fracciones, menchevique y bolchevique, se unió a la primera. Tras 1900, sin embargo, su tuberculosis, que había empeorado, le impidió implicarse en los temas más relevantes del momento, quedando más como un icono revolucionario que como una contribuyente a los debates de entonces.
Su postura sobre la naturaleza del partido, que trató en numerosas ocasiones de mantener unido, consistió en defender su transformación de una agrupación de revolucionarios de origen burgués a una organización de masas controlada por el proletariado, única forma de alcanzar la revolución. En una carta a Friedrich Engels en 1890, aclaraba su opinión sobre la tarea de los intelectuales burgueses en el movimiento socialista:

Nuestra tarea es dedicarnos incondicionalmente a propagar el socialismo revolucionario, los principios del marxismo, y aclarar la confusión ideológica presente, muy perjudicial para el movimiento...

Tras un periodo en el que los intelectuales guiarían al proletariado, más tarde, en vísperas de la revolución, los papeles se intercambiarían, tomando este la dirección del movimiento. Su postura rechazaba cualquier tentación de «jacobinismo», oponiéndose a la formación de un partido elitista y centralizado más allá del tiempo necesario por la represión del régimen zarista. Su postura coincidía con la de Axelrod en la primacía de las masas obreras en la revolución frente a la golpista de Lenin y, en ocasiones, a la de Plejánov.
Durante el Segundo Congreso del Partido Obrero Socialdemócrata Ruso, fue expulsada de la junta editorial de Iskra junto con Aleksandr Potrésov y Pável Axelrod por Lenin gracias a la mayoría, mínima, que había logrado en el congreso debido a la retirada de algunos delegados. En noviembre de 1903, regresó a la junta editora de Iskra por la ruptura entre Plejánov y Lenin y el respaldo del primero al regreso de los antiguos editores, que llevó a la renuncia de Lenin.
Su oposición a la indefinida preeminencia de la intelectualidad en el movimiento revolucionario y al autoritarismo en el partido le llevó a condenar el leninismo ya en 1904. Su ruptura con este sucedió a un periodo de gran admiración mutua.
Durante la Revolución rusa de 1905 regresó a Rusia.
Defendió la transformación de la organización clandestina del movimiento en un partido político de masas, postura condenada por Lenin y Plejánov como «liquidacionismo». Para estos el cambio supondría la desaparición de la organización, mientras que para sus defensores, entre ellos Zasúlich, consistía en convertirla en una agrupación verdaderamente obrera.

## El periodo revolucionario
En 1917 formó parte de la agrupación de Gueorgui Plejánov, Yedintsvo («Unión»). Se opuso a la Revolución de Octubre en la que los bolcheviques tomaron el poder en el país. Defendió el mantenimiento de un sistema medianamente democrático que, en su opinión, debía evitar que el nuevo Gobierno degenerase en una tiranía.
Murió en 1919. A diferencia de otros revolucionarios con los que colaboró como Lenin o Plejánov, Zasúlich no creó una doctrina asociada a su nombre, no creó partido propio ni tuvo seguidores, considerándosela una figura menor dentro del movimiento revolucionario ruso.